# Belfortský lev
Belfortský lev (francouzsky Lion de Belfort) je pomník, který se nachází ve městě Belfort ve Francii na úpatí tamní citadely. Dílo alsaského sochaře Augusta Bartholdiho připomíná odpor města obleženého Prusy během prusko-francouzské války. Město a obvod Belfort, odpovídající současnému departementu Territoire de Belfort, byly ponechány Francii, když byl v roce 1871 podepsán Frankfurtský mír, čímž se toto území stalo jedinou částí Alsaska, která zůstala Francii.

## Popis
Socha od Bartholdiho představuje ležícího lva, jehož tlapa spočívá na šípu, který právě zastavil.
Socha se nachází na skalnatém podstavci. Je 22 m dlouhá a 11 m vysoká, což z ní činí největší kamennou sochu ve Francii. Skládá se z bloků růžového pískovce z Perugie (druh červeného pískovce z Vogéz místo bílého vápence zvažovaného městskou radou Belfort), jednotlivě vytesaných, poté přemístěných na terasu a sestavených u skalní zdi pod citadelou Belfort, vybudovanou Vaubanem a poté přestavěnou generálem Haxo. Lev měl původně mít původně hlavu otočenou k západu. Bartholdi jej však otočil zády k nepříteli v pohrdavém postoji. Ovšem šíp mezi jeho tlapami míří k německé hranici.
Dílo symbolizuje hrdinský odpor města, které vedl plukovník Aristide Denfert-Rochereau během obléhání Belfortu pruskou armádou, po dobu 103 dnů (od prosince 1870 do února 1871).

## Historie
Projekt byl zahájen dne 5. prosince 1871, kdy městská rada Belfortu a její starosta Édouard Meny požádali sochaře z Colmaru Augusta Bartholdiho, který se zúčastnil francouzsko-německé války v roce 1870 jako Garibaldiho pobočník o jeho realizaci. Původně se plánovalo, že pomník bude postaven na hřbitově, kde byly pohřbeny oběti obležení. Bartholdi prováděl různé přípravné práce po dobu pěti let, studoval lvy v Jardin des Plantes v Paříži). Ovlivněn svým učitelem Jeanem-Léonem Gérômem, který miloval gigantismus staroegyptských soch, inspiroval se zejména Lvem z Lucernu od sochaře Bertela Thorvaldsena z roku 1819 a Brutem, živým lvem Jeana-Baptista Pezona, krotitele a ředitele zvěřince v Paříži. Stavební práce začaly v roce 1875, poslední kámen byl položen až v září 1879.
Kvůli sporu mezi městem Belfort a Bartholdim o použití zbytku peněz z vyhlášené národní sbírky neproběhla v té době žádná oficiální inaugurace, ale pouze inaugurace zorganizovaná Bartholdim a místními občany, kteří ho podporovali. Umělec financoval 28. srpna 1880 osvětlení svého díla. Belfortská sekce Club Alpin Français nechala na podstavec vyrýt věnování Aux défenseurs de Belfort 1870–1871 (Obráncům Belfortu 1870–1871) díky finančním prostředkům získaným vypsanou sbírkou v roce 1890.
Socha se krátce po dokončení začala využívat k reklamním účelům na pohlednicích, talířích, rytinách, hodinkách, miniaturách, pracích prostředcích, potravinách apod. Bartholdi toto zneužívání zpočátku toleroval, posléze ale proti reprodukcím po roce 1898 vyhrál soudní spory, které inicioval. Po jeho smrti se Belfort stal "Lvím městem", které z něj udělalo svůj symbol.
Socha je od 20. dubna 1931 zapsána jako historická památka.
Měděná replika Belfortského lva v poměru 1:3 je umístěna v Paříži na Place Denfert-Rochereau, a rovněž žulová v poměru 1:10 na Dorchester Square v Montrealu.
Lev byl oficiálně inaugurován až ke svému stému výročí v roce 1981. Dále také 18. září 2011 po dvou dnech oslav za účasti 45 000 návštěvníků u příležitosti Dnů dědictví 2011, které se shodovaly se 130. výročím vzniku sochy. Belfort také oslavil v tomto roce 140. výročí ukončení obléhání 1870–1871.
Památka prošla mezi dubnem a květnem 2019 velkou očistou, při které se obnovila jeho původní červená barva.